# HD 23079
HD 23079 ist ein 110 Lichtjahre entfernter Gelber Zwerg mit einer Rektaszension von 03h 39m 43s und einer Deklination von −52° 54' 57". Er besitzt eine scheinbare Helligkeit von 7,1 mag. Im Jahr 2019 hat er anlässlich des 100-Jahre-Jubiläums der Internationalen Astronomischen Union (IAU) den Namen Tupi erhalten.
Im Jahre 2001 entdeckte C. G. Tinney einen extrasolaren Planeten, der diesen Stern umkreist. Dieser trägt den Namen HD 23079 b (formell Guarani).